# Латиброво
Латиброво — деревня в Торжокском районе Тверской области. Входит в состав Сукромленского сельского поселения.

## История
На карте Мёнде Тверской губернии деревня Латиберова Сукромленской волости Новоторжского уезда имеет 15 дворов.

## Достопримечательности
Развалины деревянной часовни Знаменской иконы Божией Матери, построенной в 1870 году.

## Население
По данным 2008 года постоянно прописан 1 человек.
| 2010 |
| ---- |
| 6    |